# Vieux-lès-Asfeld
Vieux-lès-Asfeld è un comune francese di 268 abitanti situato nel dipartimento delle Ardenne nella regione del Grand Est.

## Società

### Evoluzione demografica
Abitanti censiti